# Dio (induismo)
La visione di Dio presso la religione induista è estremamente articolata, dal momento che l'Induismo stesso può essere considerato un insieme più o meno eterogeneo di numerose correnti filosofiche e religiose, a volte in evidente contraddizione tra loro. Questo rende l'Induismo difficilmente classificabile; infatti, sebbene da molti venga considerato politeista, vi si ritrovano tratti di diverse tipologie di religiosità, tra cui monoteismo ed enoteismo. I principali punti di vista della religione induista sono sei, e vengono chiamati Darshana; designano le differenti possibilità di approccio ad uno o più degli aspetti filosofici, devozionali, metafisici e ritualistici emersi in un'epoca che affonda le sue radici nel mito (l'Induismo è infatti la più antica delle principali religioni del mondo).
Secondo alcuni non è corretto parlare di "Dio" in un contesto induista, poiché tale termine, nella cultura indiana, può riferirsi tanto alla totalità del divino quanto ai suoi singoli aspetti: ad esempio, l'aspetto personale o quello impersonale, l'aspetto creativo o quello distruttivo, l'aspetto femminile o quello maschile, l'aspetto dolce o quello austero, l'aspetto trascendente o quello immanente, ecc.
Questa tendenza a racchiudere in simbologie aspetti tra loro opposti e complementari spiega l'apparente contraddizionetra le varie forme divine venerate nell'Induismo. Ciò si riflette nel sistema delle murti (raffigurazioni di Dio o dei suoi aspetti). Ad esempio Devī a seconda dell'aspetto che si vuole considerare viene chiamata Kālī (aspetto terrifico della Madre Divina che, per amore del devoto, distrugge i demoni) oppure Bhavani (aspetto creativo della Madre Divina, letteralmente "colei che dà la vita") e, allo stesso modo, Shiva (l'aspetto paterno/maschile di Dio) viene chiamato a seconda dei casi "Hara" (letteralmente "distruttore") o "Shankara" (letteralmente "benefico").
Solitamente, con Dio in un contesto induista ci si riferisce al Dio-persona (generalmente chiamato Īśvara, che significa "il Signore"), il Dio con una propria individualità, con degli attributi, con nomi e forme (in sanscrito, nama-rupa), il Dio dotato di tutti i poteri, al tempo stesso immanente e trascendente, il Dio che si incarna ed impartisce gli insegnamenti necessari per ottenere la realizzazione spirituale. Īśvara (nelle sue innumerevoli forme e nomi) costituisce l'aspetto supremo di Dio presso i principali culti devozionali (Bhakti o Bhakti Yoga) monoteisti, ovvero Shivaismo (monoteismo di Shiva), Vaishnavismo (monoteismo di Visnù/Krishna) e Shaktismo (monoteismo di Devī, la Madre Divina, chiamata anche Shakti). Nessuno di questi culti nega l'esistenza o la validità delle altre forme/nomi divini; ciò che varia in ognuno di essi è soltanto l'aspetto peculiare (di Dio) su cui ci si vuole focalizzare, per farne oggetto di devozione.
Secondo la scuola di pensiero del Vedānta, in particolare secondo la filosofia Advaita (filosofia della non dualità), esiste un substrato metafisico di tutto ciò che esiste – su tutti i piani, grossolano, sottile e causale – un vero e proprio supporto situato al di là di ogni individualità, sia che essa riguardi l'anima individuale (detta Jīva) o quella universale (Ishvara, o Dio-persona). Questo substrato si trova oltre il mondo dei nomi e delle forme, ma per poter essere indicato viene chiamato Brahman; esso rappresenta la base del manifesto e dell'immanifesto, uno stato indifferenziato di puro essere, eternità e beatitudine, senza nascite e senza cause, situato al di là di qualsiasi speculazione filosofica o moto devozionale.
Per l'induista, le varie religioni (chiamate Dharma) sono sentieri che conducono all'unica meta; l'unica cosa che differisce sono gli strumenti per giungere a questa meta, ovvero i nomi e le forme, le ritualità, ecc. Da qui il forte senso di rispetto verso tutte le fedi, poiché ognuna di esse è vista come una possibile via per raggiungere l'unico Dio e riscoprire la propria natura divina.